# Blennospora
Blennospora là một chi thực vật có hoa trong họ Cúc (Asteraceae).

## Loài
Chi Blennospora gồm các loài: